# Nati nel 1994/Senza giorno specificato
| Questa pagina contiene informazioni ricavate automaticamente dalle voci biografiche con l'ausilio del template Bio e di un bot. L'aggiornamento è periodico e automatico e ricostruisce completamente la pagina. Se manca una persona in questa lista, sei pregato di non aggiungerla, ma accertati piuttosto che la sua voce biografica contenga il template Bio e che i dati anagrafici siano correttamente compilati. Se il template Bio manca, inseriscilo tu stesso o, in alternativa, metti l'avviso {{tmp\|Bio}} che ne segnala la mancanza. Se i dati riportati sono sbagliati, correggi direttamente la voce biografica; le modifiche saranno visibili in questa lista entro pochi giorni. Per chiarimenti vedi il progetto biografie. La lista contiene solo le 123 persone che sono citate nell'enciclopedia e per le quali è stato implementato correttamente il template Bio. Pagina aggiornata al 1 gen 2023. |

- Mahmoud Kahraba, calciatore egiziano
- Kesewa Aboah, modella e artista britannica
- Serge Kevyn, calciatore gabonese
- Sultan Al-Ghanam, calciatore saudita
- Abdulmajeed Al-Sulayhem, calciatore saudita
- Ziggy Alberts, cantante australiano
- Najwa Alimi, giornalista e attivista afghana
- Moutari Amadou, calciatore nigerino
- Daniel Amartey, calciatore ghanese
- Felix Annan, calciatore ghanese
- Xaysa Anousone, ostacolista laotiano
- Mackenzie Arnold, calciatrice australiana
- Xavier Arreaga, calciatore ecuadoriano
- Kennedy Ashia, calciatore ghanese
- Joseph Attamah, calciatore ghanese
- Abdul Rahman Baba, calciatore ghanese
- Riad Bajić, calciatore bosniaco
- Grégoire Barrère, tennista francese
- Jonathan Berlin, attore tedesco
- Denis Bouanga, calciatore francese
- João Cancelo, calciatore portoghese
- Assan Ceesay, calciatore gambiano
- Carlos Correa, giocatore di baseball portoricano
- Alessio Cragno, calciatore italiano
- Maja Dahlqvist, fondista svedese
- Adrián Diz, calciatore cubano
- Kyle Ebecilio, calciatore olandese
- Caleb Ekuban, calciatore ghanese
- Cri6, ballerino marocchino
- Rhys Healey, calciatore inglese
- Sam Fender, cantante britannico
- Pablo Ganet, calciatore equatoguineano
- Daria Saville, tennista russa
- Connor Geiger, politico tedesco
- Libby Gibson, ex sciatrice alpina statunitense
- Aleksanteri Hakaniemi, cantante finlandese
- Mickey van der Hart, calciatore olandese
- Mahmoud Hassan, calciatore egiziano
- Christina Hering, mezzofondista tedesca
- Duane Holmes, calciatore statunitense
- Ricardo Horta, calciatore portoghese
- Rocco Hunt, cantante italiano
- Romario Ibarra, calciatore ecuadoriano
- Iris Ikangi, cestista italiano
- Alexander Jakobsen, calciatore danese
- Johannes Jauhiainen, giocatore di football americano finlandese
- Karoline Ekse Jenssen, ex sciatrice alpina norvegese
- Marc Jornet Sanz,  spagnolo
- Ali Karimi, calciatore iraniano
- Kateřina Kotrlová, ex sciatrice alpina ceca
- Jean Evrard Kouassi, calciatore ivoriano
- Lawrence Lartey, calciatore ghanese
- Tamara Lawrance, attrice britannica
- Tom Lawrence, calciatore gallese
- Peter Leeuwenburgh, calciatore olandese
- Andre Lewis, calciatore giamaicano
- Caroline Lind, cantante danese
- Daniel Lundh, attore e scrittore francese
- Daniel Sáez, calciatore cubano
- Naoki Maeda, calciatore giapponese
- Reinildo Mandava, calciatore mozambicano
- Ahmed Ayman Mansour, calciatore egiziano
- Toby Marlow, scrittore, compositore e attore britannico
- Chevone Marsh, calciatore giamaicano
- Jarell Martin, cestista statunitense
- Rafi Menco, cestista israeliano
- Baba Mensah, calciatore ghanese
- Yerry Mina, calciatore colombiano
- Carlo Minuta, compositore italiano
- Aleksandar Mitrović, calciatore serbo
- Didier Ibrahim N'Dong, calciatore gabonese
- Anthony Naciuk, ex sciatore alpino canadese
- Francis Narh, calciatore ghanese
- Lily Newmark, attrice e modella statunitense
- Simmy, cantante sudafricana
- Kerstin Nicolussi, ex sciatrice alpina austriaca
- Ken Nwadiogbu, artista, attivista e fotografo nigeriano
- Cédric Ondo Biyoghé, calciatore gabonese
- Anderson Ordóñez, calciatore ecuadoriano
- Abrar Osman, mezzofondista eritreo
- Randal Oto'o, calciatore gabonese
- Francesco Padovani, hockeista su prato italiano
- Gregorio Paltrinieri, nuotatore italiano
- Yosel Piedra, calciatore cubano
- Eli Plut, ex sciatrice alpina slovena
- Joel Pohjanpalo, calciatore finlandese
- Alvas Powell, calciatore giamaicano
- Ayrton Preciado, calciatore ecuadoriano
- Dairon Pérez, calciatore cubano
- Reynaldo Pérez, calciatore cubano
- Cristian Ramírez, calciatore ecuadoriano
- Camille Razat, modella e attrice francese
- Matteo Ricci, calciatore italiano
- Fabio Rovazzi, youtuber e cantante italiano
- Noemi Rüsch, ex sciatrice alpina svizzera
- Sandy Sánchez, calciatore cubano
- Paul Sauter, ex sciatore alpino tedesco
- Saúl Ñíguez, calciatore spagnolo
- Gustavo Scarpa, calciatore brasiliano
- Georgina Schwiening, triatleta e maratoneta britannica
- Kirsty Smith, calciatrice scozzese
- Tilly Smith,  britannica
- Damano Solomon, calciatore giamaicano
- Junior Sornoza, calciatore ecuadoriano
- Guillermo Soto, calciatore cileno
- Mohamed Soumaïla, calciatore nigerino
- Ilaria Spirito, pallavolista italiana
- Riccardo Stabellini, pallamanista italiano
- John Stones, calciatore inglese
- Harry Styles, cantautore e attore britannico
- Sun Peiyuan, astronomo cinese
- Denis Suárez, calciatore spagnolo
- Simona Tabasco, attrice italiana
- Luiz Gustavo, calciatore brasiliano
- Jonny Uchuari, calciatore ecuadoriano
- Andy Vaquero, calciatore cubano
- Mahmoud Wahid, calciatore egiziano
- Romario Williams, calciatore giamaicano
- Okay Yokuşlu, calciatore turco
- Ghayas Zahid, calciatore norvegese
- Ieva Zarankaitė, discobola e pesista lituana
- Husayn ibn 'Abd Allah, principe giordano
- Lina Ǵorčeska, tennista macedone